# ميشيل نيه
ميشيل نيه (بالفرنسية: Michel Ney) دوق إلشينغين وأمير موسكوفا ومارشال الدولة الفرنسية. ولد في العاشر من كانون الثاني يناير عام 1769 في سارلويس في منطقة لورين (مقاطعة موزيل عام 1790 وجزء من سارلاند ألألمانية حاليًا). اُعدم رميًا بالرصاص في السابع من كانون الثاني يناير عام 1815 في باريس. عسكري فرنسي وقائد خلال حروب الثورة والإمبراطورية.
من أوائل من عيَّنَهُم بونابرت في قيادة الجيش، لقَّبَهُ الإمبراطور بأشجع الشجعان.

## أصله وشبابه
من أصول متواضعة، هو الابن الثاني لواديه: بيير نيي (1738-1826), عامل متواضع شارك في جيش الملك خلال حرب السنوات السبع و زوجته مارغرت غريفلينغر (1739-1791).

## روابط خارجية
- ميشال نيي على موقع الموسوعة البريطانية (الإنجليزية)
- ميشال نيي على موقع إن إن دي بي (الإنجليزية)